# مفصل‌آرواره‌ایان
مفصل‌آرواره‌ایان (به لاتین: Condylognatha) یا سراسرنیم‌بالان (به لاتین: Panhemiptera) یک گروه تک‌تباری (بالاراسته) است که شامل نیم‌بالان (Hemiptera) (باگ‌های راستین) و ریشک‌بالان (Thysanoptera) (تریپس) است. مفصل‌آرواره‌ای‌ها (Condylognatha) وابسته به فرانوبالان (Paraneoptera) است که شامل گروه خواهر آن، شپش‌ها (Psocodea) است.
Hemiptera و Thysanoptera هر دو گروه‌های خواهر بر اساس ویژگی‌های ریخت‌شناختی هستند و به‌طور مشترک به عنوان مفصل‌آرواره‌ای‌ها (Condylognatha) شناخته می‌شوند.